# 进步国际
进步国际（英語：Progressive International）是一个旨在团结进步左翼活动家的国际组织。该组织的主要倡议成立者是伯尼·桑德斯和扬尼斯·瓦鲁法基斯，并由他们领导的桑德斯研究所和欧洲现实不服从阵线共同启动。2018年11月30日，该组织在桑德斯研究所的一次活动上启动。该组织的一些宣传视频是由负责美国众议院议员亚历山德里娅·奥卡西奥-科尔特斯的竞选广告的工作室制作的。

## 成员

### 政党
- 阿富汗 阿富汗团结党
- 阿尔巴尼亚 一起运动
- 广泛阵线
- 希腊 欧洲现实不服从阵线
- 种子运动
- 自由和重建
- 纳米比亚 无地人民运动
- 奈及利亞 非洲行动大会
- 巴基斯坦 人民权利党
- 塞爾維亞 绿色-左翼阵线
- 斯洛維尼亞 左翼党
- 西班牙 共同加泰罗尼亚
- 瑞士 替代论坛
- 坦桑尼亚 争取变革和透明联盟
- 土耳其 社会主义重建党
- 欧盟 欧洲民主运动2025

### 其他成员
- 阿根廷 为了地球联合工人
- 全国服装工人联合会（英语：National Garment Workers Federation）
- 玻利维亚 旗帜在世界各地
- 巴西 统一工人中央（英语：Central Única dos Trabalhadores）
- 巴西 石油工人联合会
- 加拿大 共同边境
- 哥伦比亚 人民大会（西班牙语：Congreso de los Pueblos）
- 争取联系经济发展研究所
- 法國 再行动
- 危地马拉工会、原住民和农民运动
- 印度 安得拉邦农业工人联盟（英语：Andhra Pradesh Vyavsaya Vruthidarula Union）
- 印度 争取劳工和农民赋权协会（英语：Mazdoor Kisan Shakti Sangathan）
- 印度 人民运动全国联盟（英语：National Alliance of People's Movements）
- 印度尼西亞 生态行动和人民解放
- 義大利 公民工坊
- 马萨雷社会公正中心
- 马来西亚 想象中的马来西亚
- 墨西哥 为了墨西哥艺术和文化集体运动
- 纳米比亚 纳米比亚家务和有关工人联盟
- 奈及利亞 争取妇女人权猴面包树
- 巴基斯坦 巴基斯坦农民联络委员会
- 巴基斯坦 妇女民主阵线（英语：Women Democratic Front）
- 波蘭 社会主义行动
- 塞内加尔 争取经济研究和行动、社会和文化权利中心
- 西班牙 博萨苏尔
- 西班牙 争取未来萨拉曼卡星期五
- 苏丹 苏丹专业人员协会（英语：Sudanese Professionals Association）
- 乌干达 非洲妇女（英语：Akina Mama wa Afrika）
- 乌克兰 全乌克兰独立工会
- 英国 App司机和快递员联盟
- 英国 自主设计团体（英语：Autonomous Design Group）
- 英国 共同财富
- 英国 大不列颠独立工人联盟（英语：Independent Workers' Union of Great Britain）
- 英国 移民组织
- 英国 和平与公正规划（英语：Peace and Justice Project）
- 英国 世界转变（英语：The World Transformed）
- 美国 阿拉伯资源和组织中心
- 美国 品牌工人（英语：Brandworkers）
- 美国 粉红密码：争取和平妇女（英语：Code Pink）
- 美国 债务集体（英语：Strike Debt）
- 美国 美国民主社会主义者
- 美国 雅各宾
- 美国 堪萨斯城租户联盟（英语：Kansas City Tenants Union）
- 美国 日出运动（英语：Sunrise Movement）
- 辛巴威 津巴布韦人民土地权利运动
- 欧洲 共同网络
- 拉丁美洲 拉丁美洲社会科学委员会（英语：Latin American Council of Social Sciences）
- 国际 速成课程
- 国际 巴勒斯坦青年运动
- 国际 后增长研究所
- 国际 进步医生

## 前成员
- 阿尔巴尼亚 政治组织
- 智利 社会融合
- 波蘭 左翼一起
- 俄羅斯 左翼集团
- 塞爾維亞 不要让贝尔格莱德沦陷
- 乌克兰 社会批评杂志“共同”（英语：Commons (magazine)）